# Climacodium
Climacodium ist eine von Albert Grunow 1868 erstmals beschriebene Gattung von Kieselalgen aus der Gruppe (Klasse) Mediophyceae. Bezüglich der näheren Klassifizierung besteht derzeit (Anfang 2025) noch keine Übereinstimmung:
In der AlgaeBase gehört die Gattung zur Familie Bellerocheaceae der Ordnung Lithodesmiales in der Mediophyceae-Unterklasse Thalassiosirophycidae, die Taxonomie des NCBI und die WoRMS stellen sie in die Familie Hemiaulaceae der Ordnung Hemiaulales in der Mediophyceae-Unterklasse Chaetocerotophycidae.
Typusart der Gattung ist Climacodium frauenfeldianum.

## Systematik

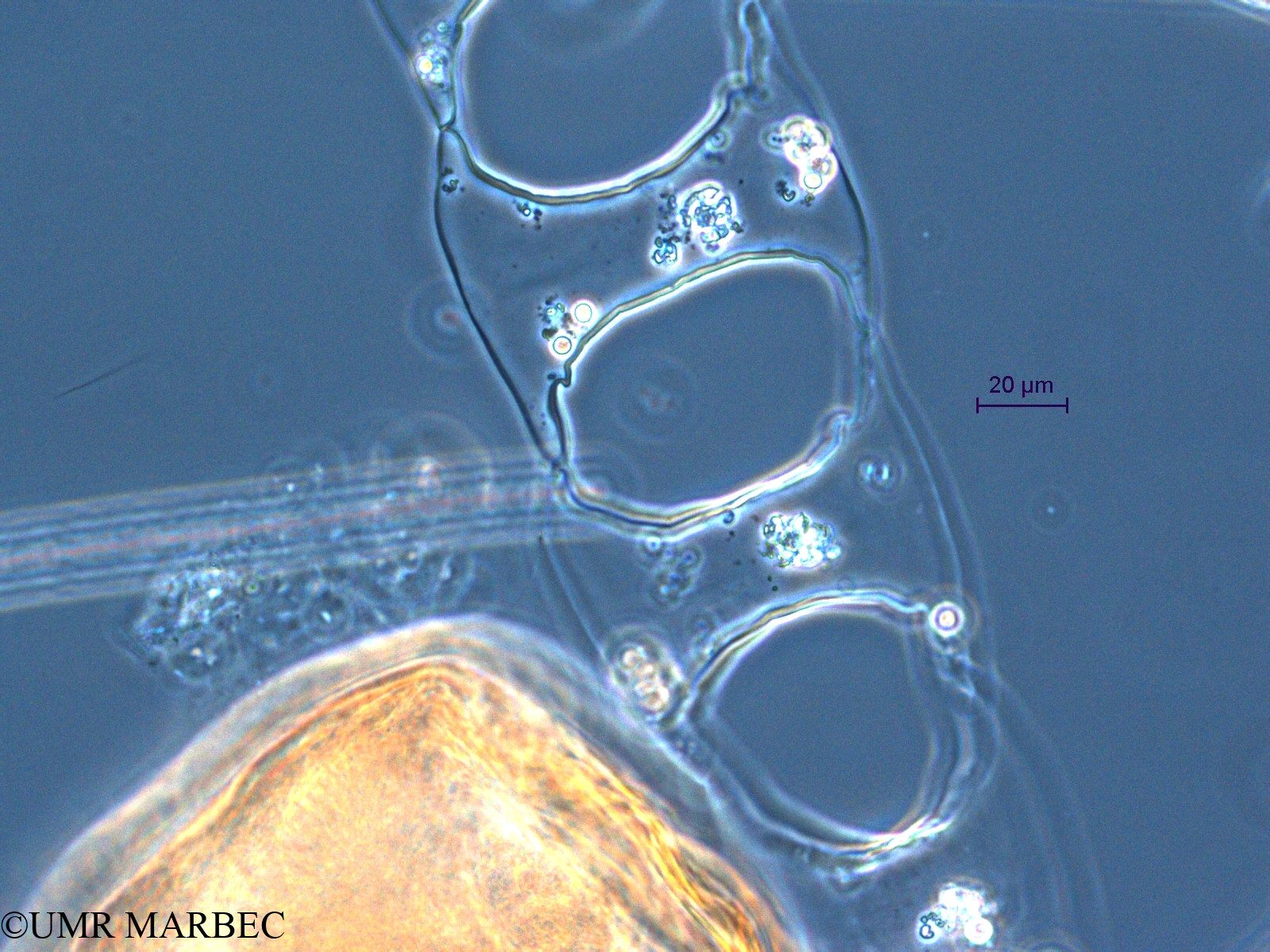
C. frauenfeldianum oder Hemiaulus membranaceus, ehemals C. japonicum.

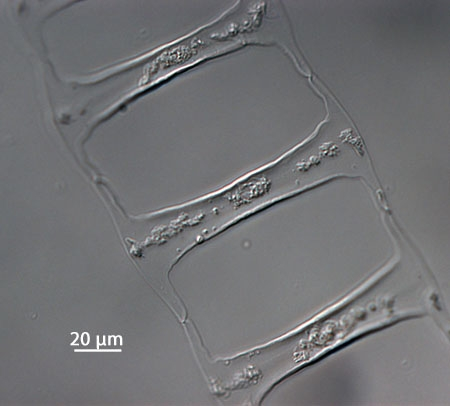
Formalin-fixierte Kette von C. frauenfeldianum, geprobt im Atlantik (NOSOAT Station 022) am 14. November 2015 mit der Polarstern.

Nachdem andere früher der Gattung Climacodium zugeordnete Arten heute entweder als Synonyme von C. frauenfeldianum gelten oder als anderen Gattungen zugehörig gelten, ist diese (wieder) monotypisch, d. h. besteht nur aus ihrer Typusart. Im Einzelnen:
Climacodium frauenfeldianum Grunow 1868 (Typusart) – monotypisch

Synonyme:
- Climacodium atlanticum Mangin 1910 ⇒ Climacodium frauenfeldianum
- Climacodium jacobi Cleve 1897 ⇒ Climacodium frauenfeldianum

Verschiebungen:
- Climacodium biconcavum Cleve 1897 ⇒ Eucampia biconcava (Cleve) Ostenfeld 1902
- Climacodium japonicum Schröder 1906 ⇒ Hemiaulus membranaceus Cleve 1873

Beide Zielgattungen, Eucampia und Hemiaulus gehören zur Familie Hemiaulacea.
Die Zuordnung von C. biconcavum zu Gattung Eucampia ist unsicher, es könnte sich auch um eine zweie Spezies von Climacodium handeln.

## Beschreibung

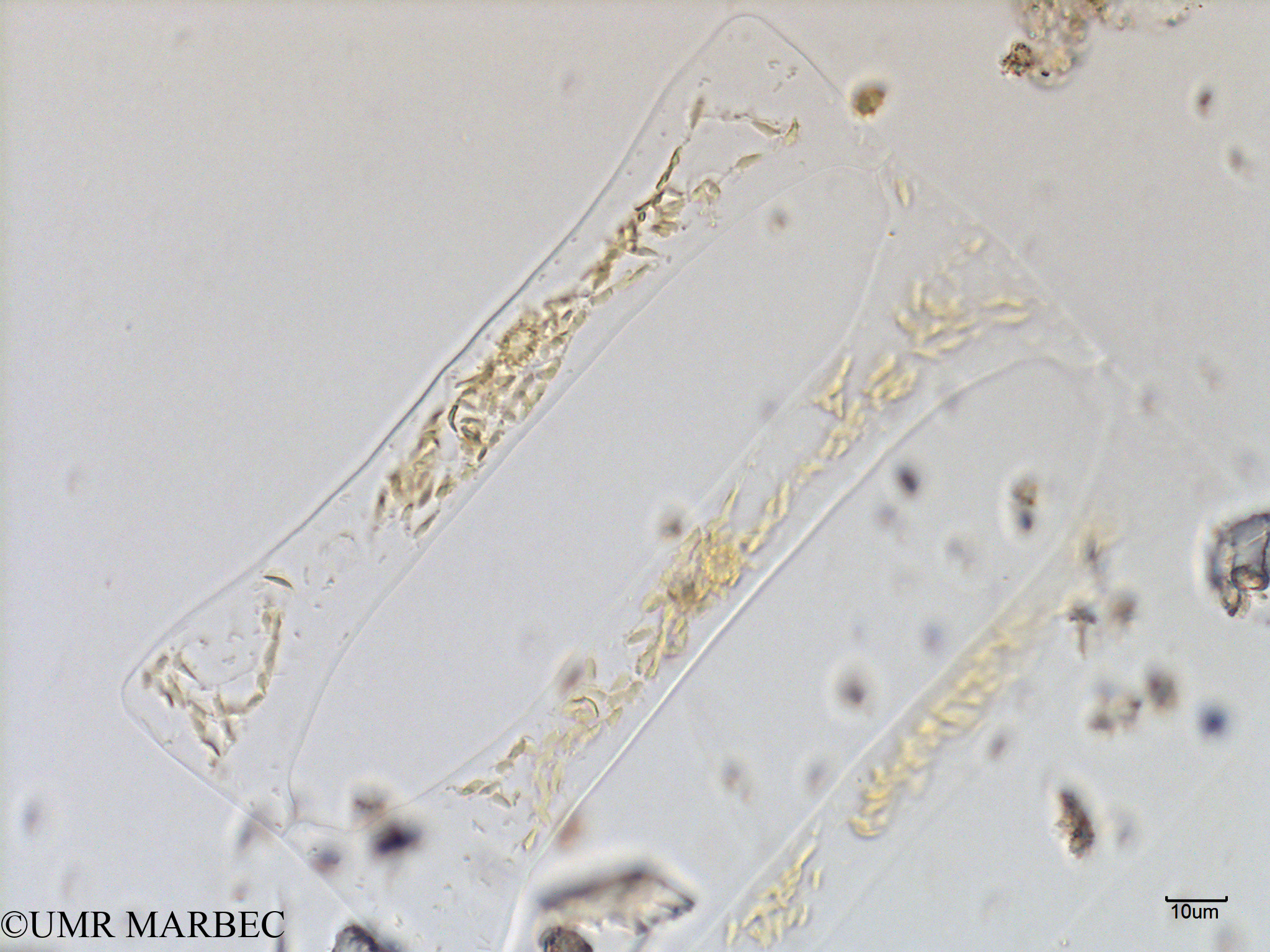
C. frauenfeldianum

Die Zellen von C. frauenfeldianum sind H-förmig, wobei mehrere Zellen durch die verlängerten Klappenenden (apikale Fortsätze) zu langen geraden Ketten oder Fäden (Filamenten) verbunden sind.
Die beiden Schalen (auch Valven oder Frusteln genannt) sind kaum kieselig und schmal, die apikalen Fortsätze sindn ohne offensichtliche Verbindungsstrukturen an den Enden.
Die Oberfläche der Schalen erscheint im REM strukturlos glatt.
Lediglich eine kleine, gerandeten Pore in der Mitte zwischen den beiden Fortsätzen kann eine Ausnahme bilden (möglicherweise nicht auf allen Schalen vorhanden und in ihrem Aussehen recht variabel).
Ein Cingulum (Querfurche) wie bei den Dinoflagellaten wurde nicht beobachtet und scheint (mit Ausnahme bei der Zellteilung) zu fehlen (Hustedt, 1927–66).
Die Verbindung zwischen den beiden Schalen einer Zelle erscheint lediglich als eine undeutliche Linie.
Die Zellen sind untereinander vermutlich durch Schleimabsonderung an den Spitzen der Fortsätze zu Fäden verbunden.
Die Zellen besitzen zahlreiche scheibenförmige Plastiden.

## Habitat
Climacodium ist eine Gattung des marinen Planktons, die hauptsächlich in tropischen/subtropischen Meeren verbreitet ist.
Typlokalität ist die See um Tilanshong (auch Tillangchong oder Tillanchāng Dwīp, INA 1996), d. h. die Gewässer um die Nikobaren, Indischer Ozean (Gómez et al., 2018).
Climacodium frauenfeldianum, Eucampia cornuta und Rhizosolenia castracanei wurden mit cyanobakteriellen Vertretern des Phytoplanktons auch im flachen Randbereich des Pulicat-Sees, der zweitgrößten Brackwasser-Lagune in Indien, gefunden.
Die Konzentration von C. frauenfeldianum an 28 Stationen im tropischen Pazifik war in 40 m Tiefe am höchsten. Die Spezies ist aber nicht nur im tropischen Pazifik, sondern auch im tropischen Atlantik zu finden.

## Symbionten

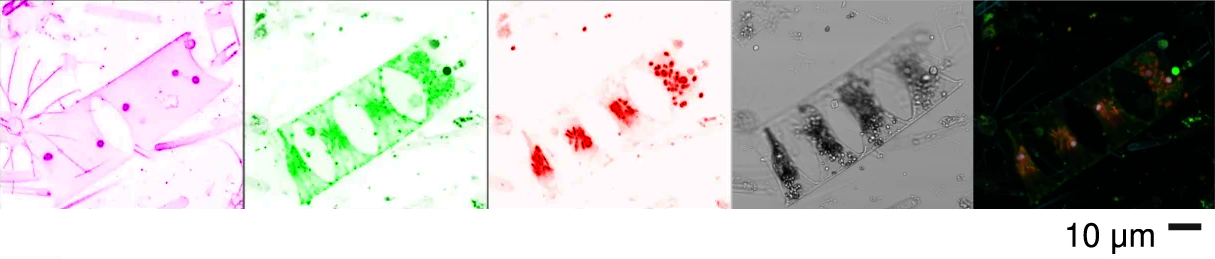
eHCFM-Aufnahmen einer Climacodium-Crocosphaera-Assoziation. Von links nach rechts: Zelloberfläche (cyan), Zellmembranen (grün), Chlorophyll (rot), Hellfeld, Komposit-Bild (Überlagerung). Geprobt mit der Tara im Nordpazifik (Station TARA_140).

Gemeinhin wird angenommen (Stand 2021), dass die biologische Stickstofffixierung (englisch biological N₂ fixation, BNF) in den oberen sonnenbeschienenen Zonen sonnenbeschienener Ozeane weitgehend auf die subtropischen und tropischen Wasserkreisläufe (kreisförmige Meeresströmungen, engl. ocean gyres) beschränkt ist und durch einige wenige Gruppen größerer N2-fixierender (diazotropher) Cyanobakterien und Holobionten (größer als 10 μm) bewerkstelligt wird. Die Cyanobakterien unter ihnen werden englisch auch als unicellular N₂-fixing cyanobacteria, UCYN bezeichnet.
Wie zu Beginn der 2000er Jahre von Carpenter et al. berichtet, zeigten Beobachtungen mit der Epifluoreszenzmikroskopie, dass im tropischen Atlantik und Pazifik gesammelte Kieselalgen der Art C. frauenfeldianum zusätzlich zu ihren Chloroplasten noch 2,5–3,5 μm große kokkoide (kugelförmige) Symbionten mit cyanobakterieller Fluoreszenz enthalten.
Diese Symbiose wurde nur bei Wassertemperaturen zwischen 26,3 und 28,9 °C beobachtet, wobei die höchsten Konzentrationen bei 27,7 °C auftraten.
Eine vergleichende phylogenetische Analyse dieser 16S-rDNA-Sequenz mit derjenigen von anderen Cyanobakterien und Plastiden ergab, dass diese eng mit der 16S-rDNA-Sequenz von Cyanothece sp. ATCC 51142 verwandt ist.
Dieser Organismus wird inzwischen in die Spezies Crocosphaera subtropica klassifiziert; es ist ein einzelliges, stickstofffixierendes Cyanobakterium, das aus ursprünglich aus einer küstennahen Meeresumgebung isoliert wurde. Seine ultrastrukturellen Merkmale ähneln denen des Symbionten von C. frauenfeldianum. Die enge Verwandtschaft zwischen Cyanothece sp. ATCC 51142 (bzw. Crocosphaera subtropica ATCC 51142) und dem cyanobakteriellen Symbionten von C. frauenfeldianum deutet darauf hin, dass diese Kieselalge dank ihrer Symbiose Stickstoff fixieren kann (UCYN-C).
Nach Pierella et al. sind mit Stand 2021 drei Gruppen diazotropher cyanobakterieller Endosymbionten bekannt:
- UCYN-A, darunter die Stämme A-1 bis A-3 (Atelocyanobacterium thalassae, bzw. als Organell Nitroplast genannt), mit Wirten unter den Coccolithophorida (Kalkflagellaten, Haptophyta)
- UCYN-B ist eine weitere einzellige Gruppe, die am engsten mit Crocosphaera watsonii (Referenzstenn/Holotyp WH 8501 alias CBFS A-99-1) verwandt ist. UCYN-B lebt einzeln, in einer Kolonie oder in Symbiose mit der großen kettenbildenden Kieselalge Climacodium frauenfeldianum. Die Bezeichnung in der NCBI-Taxonomie ist daher symbiont of Climacodium frauenfeldianum und gehört zur Spezies Crocosphaera watsonii.[12][16][A. 5]
- UCYN-C ist die dritte Gruppe, die anhand der Genzequenz für die Nitrogenase nifH identifiziert wurde, und ist am engsten verwand mit den freilebenden einzelligen Diazotrophen der Spezies Cyanothece sp. ATCC 51142, deren heutige Bezeichnung Crocosphaera subtropica (Stamm ATCC 51142 alias CBFS A-78-1)[12][19] (s. o.).